# Summer of Love

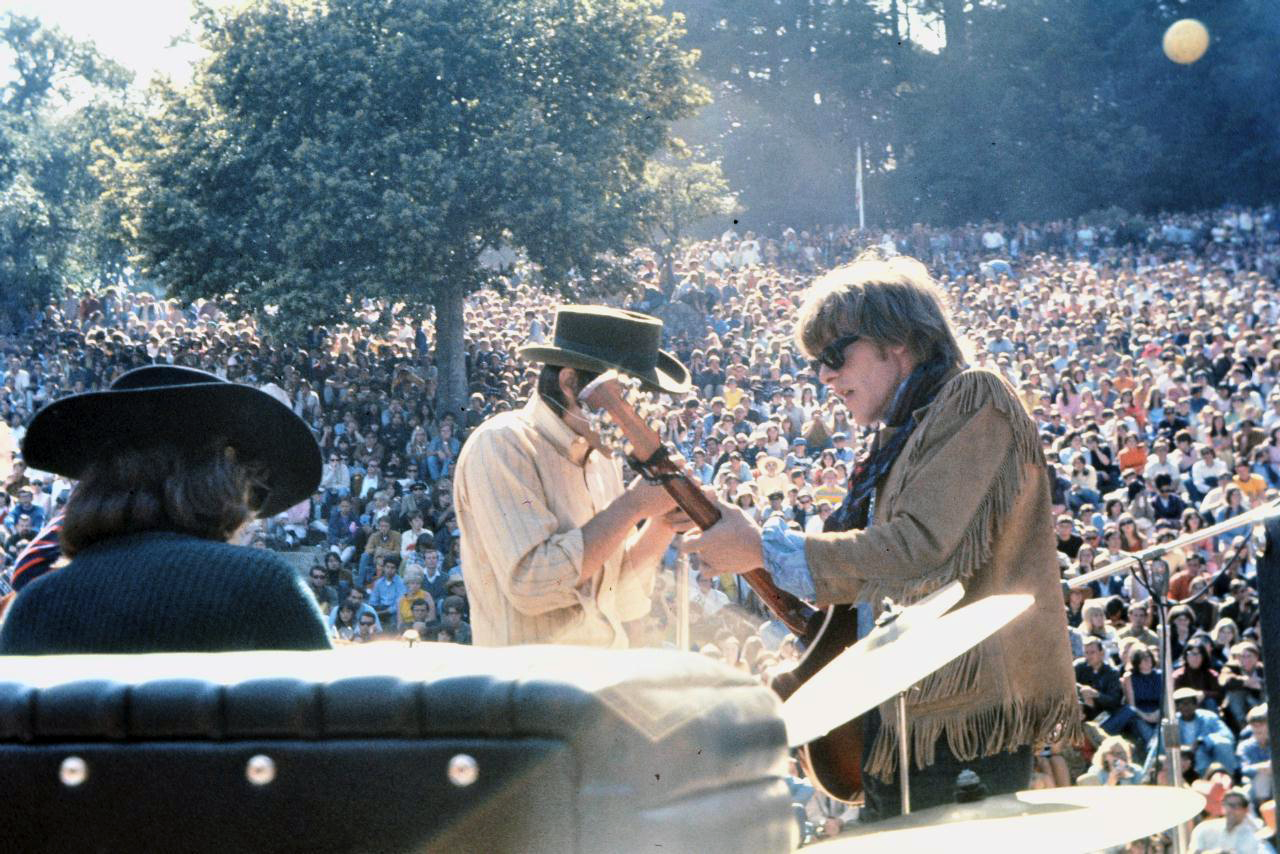
Auftritt von Spencer Dryden, Marty Balin und Paul Kantner der Rockband Jefferson Airplane am Fantasy Fair Festival im Juni 1967

Der Ausdruck Summer of Love (Sommer der Liebe) bezeichnet den Sommer des Jahres 1967, als die Hippiebewegung in den USA auf ihrem Höhepunkt angelangt war. Oft wird fälschlicherweise angenommen, der Summer of Love bezeichne den Sommer des Jahres 1969, in dem das Woodstock-Festival stattfand.
Der Ausdruck versuchte, das Lebensgefühl zu beschreiben, das im Sommer 1967 im kalifornischen San Francisco herrschte. Als Beispiel dafür gilt der Song San Francisco, gesungen von Scott McKenzie, geschrieben von John Phillips, Sänger von The Mamas and the Papas:

„If you’re going to San Francisco,

be sure to wear some flowers in your hair.

If you come to San Francisco,

Summertime will be a love-in there.“

Der Ausdruck Second Summer of Love („Zweiter Sommer der Liebe“) bezeichnet vorwiegend im Vereinigten Königreich auch die Sommer der Jahre 1988/1989 und das Aufkommen des Musikstils Acid House sowie der Rave-Kultur.

## Vorgeschichte

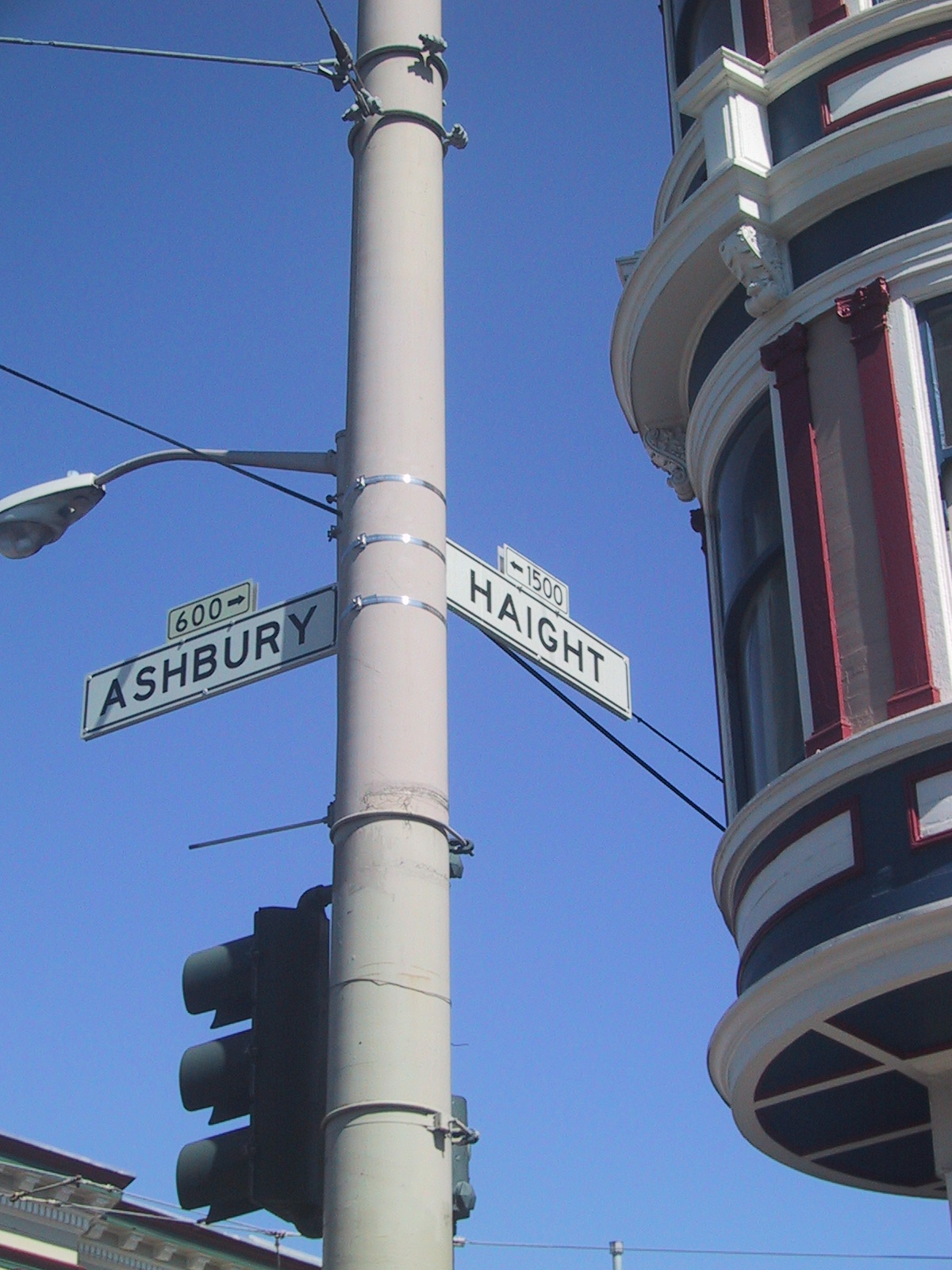
Kreuzung von Haight Street und Ashbury Street im Viertel Upper Haight in San Francisco, bekannt als zentraler Ort des Summer of Love

Anfang der 1960er Jahre hatte sich in der Bay Area eine Kultur entwickelt, die sich von der Mode der Zeit wie den Beatniks ab- und historischen Vorbildern zuwandte. Viktorianische Kleidung und Folkmusik wurden beliebt. Als prägend gelten The Charlatans, in deren Umfeld Janis Joplin nach San Francisco zog. Hinzu kam als weiterer Faktor die Kultur der LSD-Nutzer, wie sie sich in Form von Acid-Test und den Merry Pranksters um Ken Kesey entwickelte.
The Charlatans und die befreundeten The Family Dog erfanden im Sommer 1965 auf einer gemeinsamen Tour nach Virginia City, Nevada, einen Musik- und Tanzstil, der später als psychedelisch bezeichnet wurde. Im Winter 1965/1966 entstanden die ersten großen, mehrtägigen Partys und Festivals in San Francisco, auf denen sich die bislang verstreuten Anhänger trafen, eine gemeinsame Subkultur bildeten und an Stärke gewannen. Der Grafiker Wes Wilson erfand für Poster zu diesen Partys grafische Formen, aus denen die Psychedelische Kunst entstand. Auf den Partys spielten erstmals Musiker zusammen, die dann die Band Jefferson Airplane gründeten.
Das Jahr 1966 prägte die Kultur. Aus Protest gegen den Vietnamkrieg entstand ein Revival des Anarchismus. Die Bürgerrechtsbewegung der Afroamerikaner hatte die Black Panther Party hervorgebracht. Es gab Ableger der Kultur in anderen Städten, wie in New York, wo das Musical Hair entstand und eine vergleichbare Subkultur im Stadtteil East Village auflebte. Im Oktober 1966 fand in Haight-Ashbury eine Open-Air „love-pageant rally“ statt, bei der tausende junge Leute sich versammelten.

## Verlauf
Dieser „Sommer“ begann mit dem Human Be-In, einem Happening, das am 14. Januar im Golden Gate Park stattfand und das Verbot von LSD zum Anlass hatte. Unter den Teilnehmern befanden sich Timothy Leary, Allen Ginsberg und Jefferson Airplane.
Angezogen von der Philosophie und den Idealen der Hippiebewegung strömten dann Tausende von jungen Leuten der ganzen USA in den Stadtteil Haight-Ashbury in San Francisco, um daran teilzunehmen – unter anderem deshalb wird das Jahr 1967 als „Höhepunkt der Hippiebewegung“ angesehen.
Aus vielen der viktorianischen Häuser des Haight-Ashbury-Viertels wurden offene Wohngemeinschaften, teilweise  auch mit künstlerischer (Family Dog) oder musikalischer (Grateful Dead) Ausrichtung. Die Diggers, eine Aktionsgruppe, deren Ethik „Free. Free everything“ lautete, verteilten in Free Stores Lebensmittel. Sie benannten sich nach den Diggers, einer englischen Dissidentengruppe des 17. Jahrhunderts, und die Free Stores sind die Vorbilder für die heutigen Umsonstläden.
Da sich viele Ärzte weigerten, Hippies zu behandeln, und diese oft auch nicht das Geld dazu hatten, wurde am 7. Juni 1967 die erste Free Clinic eröffnet. Free bedeutete nicht nur ‚kostenlos‘, sondern auch ‚unbürokratisch‘ und ‚vorurteilsfrei‘. Ursprünglich hatten die Betreiber noch mit finanzieller Unterstützung durch das Health Department von San Francisco gerechnet, doch die blieb aus. Ein von Bill Graham organisiertes Benefizkonzert mit Grateful Dead, Janis Joplin, The Charlatans u. a. sorgte für das finanzielle Überleben.
Der kulturelle Höhepunkt des Summer of Love war das Monterey International Pop Festival vom 16. bis 18. Juni 1967. Als Ende des Summer of Love kann die Veranstaltung Death of a Hippie am 6. Oktober 1967 gesehen werden, als ein Hippie symbolisch zu Grabe getragen wurde. Die Veranstalter protestierten dagegen, dass die Menschen – von den Medien verursacht – das Hippiesein nur noch imitierten und nicht mehr fühlten.

„Don’t do it because someone else is doing it. Do it because that’s how you feel about it.“

Genau ein Jahr zuvor war LSD für illegal erklärt worden.
Der englische Musiker Eric Burdon veröffentlichte 1967 San Franciscan Nights (auf der LP Winds of Change), seine Liebeserklärung an das San Francisco der späten 1960er Jahre, und ein Jahr später Monterey (auf der LP The Twain Shall Meet), eine Erinnerung an das Monterey Pop Festival.